# Coppa del Mondo di combinata nordica 2002
La Coppa del Mondo di combinata nordica 2002, diciannovesima edizione della manifestazione organizzata dalla Federazione Internazionale Sci, ebbe inizio il 23 novembre 2001 a Kuopio, in Finlandia, e si concluse il 16 marzo 2002 a Oslo, in Norvegia.
Furono disputate 20 delle 22 gare previste, in 14 diverse località, 7 individuali Gundersen, 10 sprint, 2 a partenza in linea, 1 a squadre (valida ai fini della classifica per nazioni); 7 gare si svolsero su trampolino normale, 13 su trampolino lungo. Per la prima volta venne organizzato il Warsteiner Grand Prix, un ciclo di gare individuali disputate in alcune località della Germania, le cui singole prove avevano regolarmente validità per le varie classifiche di Coppa. Nel corso della stagione si tennero a Salt Lake City i XIX Giochi olimpici invernali, non validi ai fini della Coppa del Mondo, il cui calendario contemplò dunque un'interruzione nel mese di febbraio.
Il tedesco Ronny Ackermann si aggiudicò sia la coppa di cristallo, il trofeo assegnato al vincitore della classifica generale, sia la Coppa di sprint; l'austriaco Felix Gottwald vinse il Warsteiner Grand Prix. Gottwald era il detentore uscente della Coppa generale.

## Risultati
| Data                  | Località                | Nazione     | Trampolino                 | Spec.        | Primo                                                       | Secondo                                              | Terzo                                                    |
| --------------------- | ----------------------- | ----------- | -------------------------- | ------------ | ----------------------------------------------------------- | ---------------------------------------------------- | -------------------------------------------------------- |
| 23 novembre 2001      | Kuopio                  | Finlandia   | Puijo K120                 | IN LH/15 km  | Ronny Ackermann                                             | Björn Kircheisen                                     | Kristian Hammer                                          |
| 25 novembre 2001      | Kuopio                  | Finlandia   | Puijo K120                 | SP LH/7,5 km | Ronny Ackermann                                             | Hannu Manninen                                       | Kristian Hammer                                          |
| 1º dicembre 2001      | Lillehammer Beitostølen | Norvegia    | Lysgårdsbakken K90         | T NH/3x5 km  | annullata                                                   | annullata                                            | annullata                                                |
| 2 dicembre 2001       | Lillehammer Beitostølen | Norvegia    | Lysgårdsbakken K120        | IN LH/15 km  | Todd Lodwick                                                | Felix Gottwald                                       | Preben Fjære Brynemo                                     |
| 7 dicembre 2001       | Zakopane                | Polonia     | Wielka Krokiew K116        | MS LH/15 km  | Felix Gottwald                                              | Ronny Ackermann                                      | Samppa Lajunen                                           |
| 9 dicembre 2001       | Štrbské Pleso           | Slovacchia  | MS 1970 K90                | SP NH/7,5 km | Samppa Lajunen                                              | Ronny Ackermann                                      | Felix Gottwald                                           |
| 16 dicembre 2001      | Steamboat Springs       | Stati Uniti | Howelsen K88               | IN NH/15 km  | Felix Gottwald                                              | Todd Lodwick                                         | Ronny Ackermann                                          |
| 18 dicembre 2001      | Steamboat Springs       | Stati Uniti | Howelsen K114              | SP LH/7,5 km | Ronny Ackermann                                             | Samppa Lajunen                                       | Felix Gottwald                                           |
| Warsteiner Grand Prix |                         |             |                            |              |                                                             |                                                      |                                                          |
| 29 dicembre 2001      | Oberwiesenthal          | Germania    | Fichtelberg K95            | SP NH/7,5 km | Felix Gottwald                                              | Ronny Ackermann                                      | Mario Stecher                                            |
| 3 gennaio 2002        | Reit im Winkl           | Germania    | Franz Haslberger K90       | SP NH/7,5 km | Ronny Ackermann                                             | Felix Gottwald                                       | Samppa Lajunen                                           |
| 5 gennaio 2002        | Schonach                | Germania    | Langenwaldschanze K90      | IN NH/15 km  | Felix Gottwald                                              | Samppa Lajunen                                       | Ronny Ackermann                                          |
| 9 gennaio 2002        | Val di Fiemme           | Italia      | Giuseppe Dal Ben K95       | T NH/3x5 km  | Finlandia I Mikko Keskinarkaus Samppa Lajunen Jaakko Tallus | Austria Christoph Eugen Mario Stecher Felix Gottwald | Germania I Jens Gaiser Sebastian Haseney Ronny Ackermann |
| 11 gennaio 2002       | Val di Fiemme           | Italia      | Giuseppe Dal Ben K120      | SP LH/7,5 km | Felix Gottwald                                              | Ronny Ackermann                                      | Björn Kircheisen                                         |
| 13 gennaio 2002       | Ramsau am Dachstein     | Austria     | W90-Mattensprunganlage K90 | MS NH/15 km  | Felix Gottwald                                              | Samppa Lajunen                                       | Jaakko Tallus                                            |
| 18 gennaio 2002       | Liberec                 | Rep. Ceca   | Ještěd K120                | SP LH/7,5 km | Ronny Ackermann                                             | Georg Hettich                                        | Daito Takahashi                                          |
| 19 gennaio 2002       | Liberec                 | Rep. Ceca   | Ještěd K120                | IN LH/15 km  | Bill Demong                                                 | Pavel Churavý                                        | Felix Gottwald                                           |
| 1º marzo 2002         | Lahti                   | Finlandia   | Salpausselkä K116          | IN LH/15 km  | Samppa Lajunen                                              | Ronny Ackermann                                      | Jaakko Tallus                                            |
| 3 marzo 2002          | Lahti                   | Finlandia   | Salpausselkä K116          | SP LH/7,5 km | Samppa Lajunen                                              | Ronny Ackermann                                      | Sebastian Haseney                                        |
| 9 marzo 2002          | Falun                   | Svezia      | Lugnet K115                | MS LH/15 km  | annullata                                                   | annullata                                            | annullata                                                |
| 13 marzo 2002         | Trondheim               | Norvegia    | Granåsen K120              | SP LH/7,5 km | Samppa Lajunen                                              | Ronny Ackermann                                      | Georg Hettich                                            |
| 15 marzo 2002         | Oslo                    | Norvegia    | Holmenkollen K115          | IN LH/15 km  | Ronny Ackermann                                             | Jaakko Tallus                                        | Samppa Lajunen                                           |
| 16 marzo 2002         | Oslo                    | Norvegia    | Holmenkollen K115          | SP LH/7,5 km | Hannu Manninen                                              | Samppa Lajunen                                       | Ronny Ackermann                                          |

Legenda:

IN = individuale Gundersen

SP = sprint

MS = partenza in linea

T = gara a squadre

NH = trampolino normale

LH = trampolino lungo

## Classifiche

### Generale
| Pos. | Nome             | Nazione     | Punti |
| ---- | ---------------- | ----------- | ----- |
| 1    | Ronny Ackermann  | Germania    | 2110  |
| 2    | Felix Gottwald   | Austria     | 1986  |
| 3    | Samppa Lajunen   | Finlandia   | 1863  |
| 4    | Jaakko Tallus    | Finlandia   | 1220  |
| 5    | Daito Takahashi  | Giappone    | 1101  |
| 6    | Todd Lodwick     | Stati Uniti | 1079  |
| 7    | Mario Stecher    | Austria     | 1017  |
| 8    | Hannu Manninen   | Finlandia   | 911   |
| 9    | Christoph Bieler | Austria     | 870   |
| 10   | Bill Demong      | Stati Uniti | 842   |

### Sprint

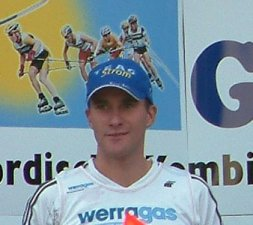
Ronny Ackermann

| Pos. | Nome            | Nazione   | Punti |
| ---- | --------------- | --------- | ----- |
| 1    | Ronny Ackermann | Germania  | 1295  |
| 2    | Samppa Lajunen  | Finlandia | 1058  |
| 3    | Felix Gottwald  | Austria   | 956   |
| 4    | Mario Stecher   | Austria   | 647   |
| 5    | Hannu Manninen  | Finlandia | 585   |

### Warsteiner Grand Prix

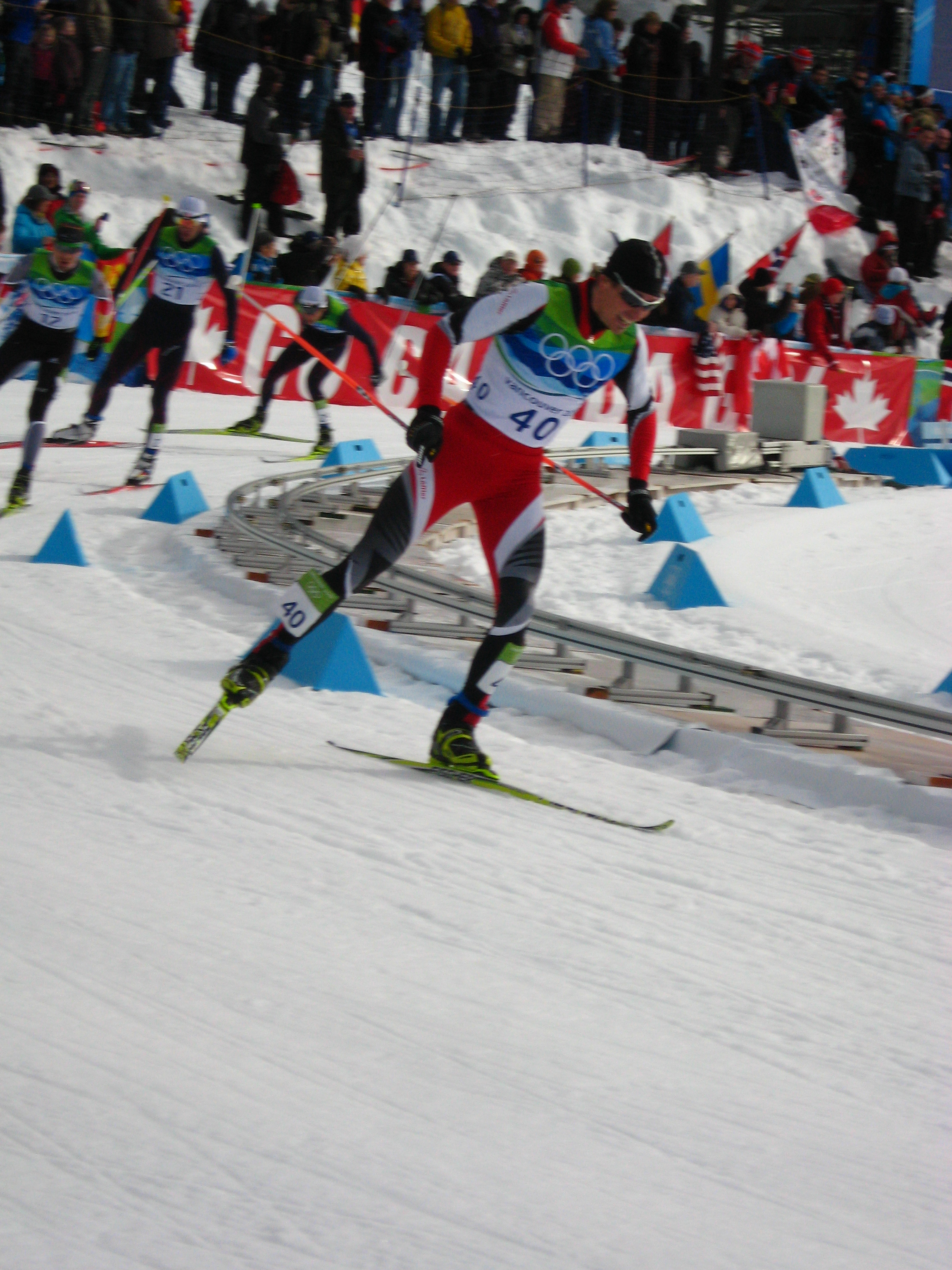
Felix Gottwald

| Pos. | Nome            | Nazione   | Punti |
| ---- | --------------- | --------- | ----- |
| 1    | Felix Gottwald  | Austria   | 405   |
| 2    | Ronny Ackermann | Germania  | 375   |
| 3    | Samppa Lajunen  | Finlandia | 320   |
| 4    | Mario Stecher   | Austria   | 245   |
| 5    | Jaakko Tallus   | Finlandia | 200   |

### Nazioni
| Pos. | Nazione     | Punti |
| ---- | ----------- | ----- |
| 1    | Germania    | 5220  |
| 2    | Finlandia   | 5084  |
| 3    | Austria     | 4889  |
| 4    | Stati Uniti | 2740  |
| 5    | Giappone    | 2439  |